# إيملي باركر
إيملي باركر (بالإنجليزية: Emily Barker) هي مغنية مؤلفة أسترالية، ولدت في 1983.

## وصلات خارجية
- الموقع الرسمي
- إيملي باركر على موقع ميوزك برينز (الإنجليزية)
- إيملي باركر على موقع ميوزك برينز (الإنجليزية)
- إيملي باركر على موقع أول ميوزيك (الإنجليزية)
- إيملي باركر على موقع ديسكوغز (الإنجليزية)